# انتفاخ استوائي

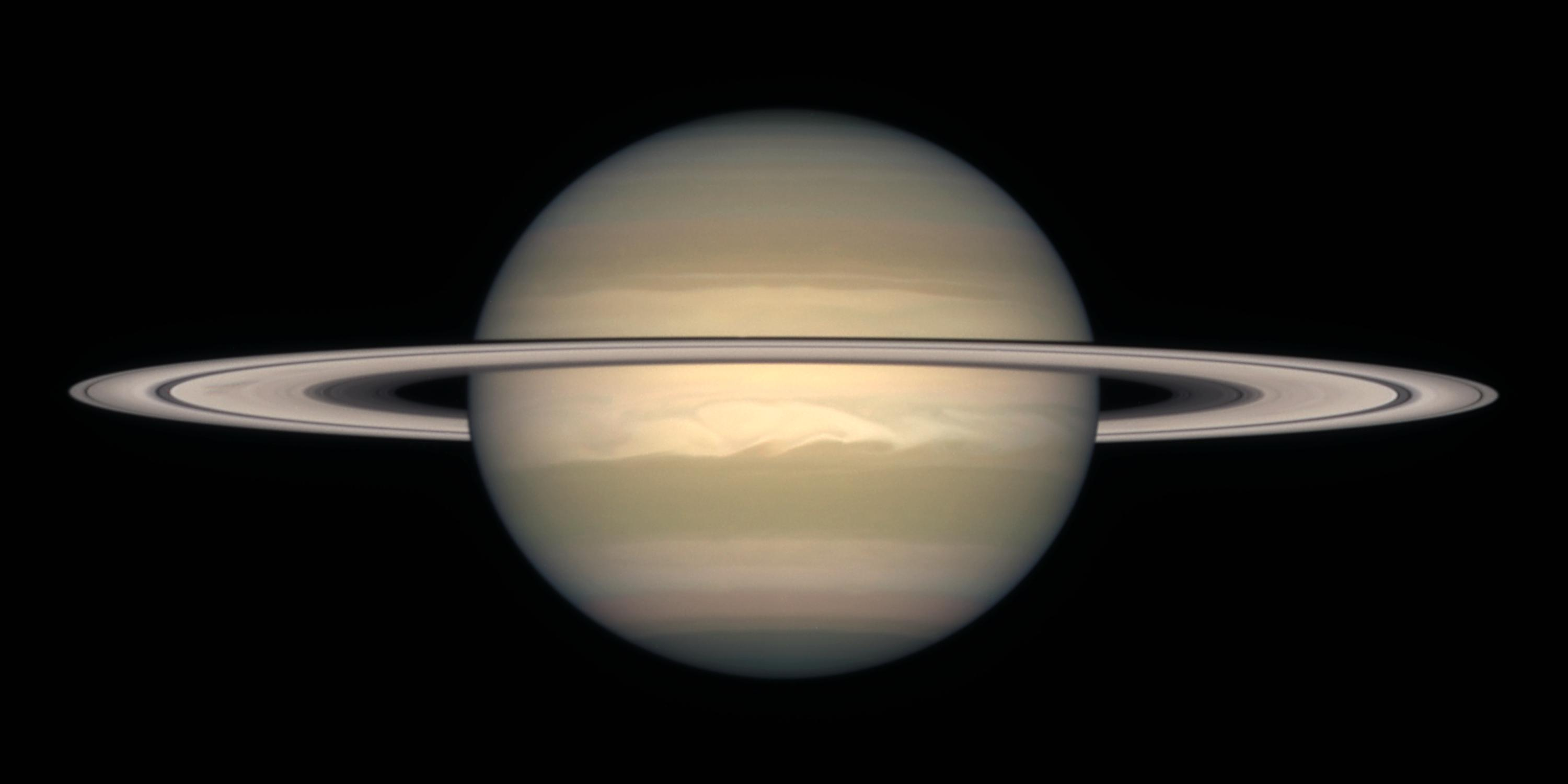

الانتفاخ الاستوائي أو الانبعاج الاستوائي هو انتفاخ للكوكب حول خط استوائه مما يؤدي إلى التشوه الشكل الكروي المفلطح للكوكب وينتج بسبب الحركة الدورانية للكوكب حول محوره. يبلغ قطر الأرض عند خط الاستواء 12756.28 كم مع انتفاخ حوالي 42.72 كم (أكبر بقيمة 42.72 كم من قيمة القطر بين القطبين). ويمكننا القول أن أس شخص يقف في اتلقطب فهو أقرب لمركز الأرض بـ 21.36 كم
نتيجة لذلك فإن أعلى نقطة على سطح الأرض بدءاً من المركز إلى الأعلى مع مرعاة الانتفاخ الاستوائي ستكون قمة جبل تشيمبورازو في الإكوادور بدلاً عن قمة جبل إفرست، لكن عند القياس بالنسبة لمستوى سطح البحر فإن النتيجة ستكون مختلفة، حيث سيكون قمة إفرست هي الأعلى

## العلاقة الرياضية
تعطى العلاقة الرياضية للتفلطح:
{\displaystyle f={\frac {a-b}{a}}=1-b\!:\!a\ \approx {3\pi  \over 2GT^{2}\rho }}
حيث
{\displaystyle a} نصف القطر الاستوائي.
{\displaystyle b} نصف القطر عند القطب.
{\displaystyle G} ثابت الجاذبية العام.
{\displaystyle T} زمن الدوران.
{\displaystyle \rho } الكثافة.